# Nuit et Jour (film, 1991)
Pour les articles homonymes, voir Nuit et Jour et Night and Day.
Pour plus de détails, voir Fiche technique et Distribution.
Nuit et Jour est un film franco-helvéto-belge réalisé par Chantal Akerman, sorti en 1991

## Synopsis
Jack et Joseph sont chauffeurs du même taxi.
Julie a pour amant Jack, la nuit, et Joseph, le jour. Julie est très heureuse avec ses deux conquêtes, mais la vie en a décidé autrement.

## Fiche technique
- Titre : Nuit et Jour
- Titre anglais : Night and Day
- Titre allemand : Die Nacht - Der Tag
- Réalisation : Chantal Akerman
- Scénario : Chantal Akerman et Pascal Bonitzer
- Montage : Francine Sandberg
- Son : Alix Comte
- Musique : Marc Hérouet
- Durée : 92 minutes
- Date de sortie : 28 août 1991

## Distribution
- Guilaine Londez : Julie
- Thomas Langmann : Jack
- François Négret : Joseph
- Nicole Colchat : la mère de Jack
- Pierre Laroche : le père de Jack
- Christian Crahay :

## Distinctions

### Nomination
- Nomination pour le Lion d'or au Festival de Venise en 1991.